# Janou Lefèbvre
Janou Lefèbvre (Cidade de Ho Chi Minh, 14 de maio de 1945) é um ginete francês, especialista em saltos, medalhista olímpico. 

## Carreira
Janou Lefèbvre representou seu país nos Jogos Olímpicos de Verão de 1964 a 1972, na qual conquistou a medalha de prata nos salto por equipes em 1964 e 1968.